# Часовой (рассказ)
«Часовой» (англ. The Sentinel) — научно-фантастический рассказ британского писателя Артура Кларка, написанный в 1948 году и впервые опубликованный в 1951 году под названием «Часовой Бесконечности» (англ. Sentinel of Eternity), который наряду с другими произведениями Артура Кларка послужил основой для романа и фильма 1968 года «2001 год: Космическая одиссея».

## История публикации
Рассказ «Часовой» был написан в 1948 году для конкурса Би-би-си (в котором он не занял призовых мест) и впервые опубликован в журнале «англ. 10 Story Fantasy» в весеннем номере 1951 года под названием «Часовой Бесконечности». Впоследствии он был опубликован в сборниках рассказов «Экспедиция на Землю» (англ. Expedition to Earth, 1953), «Девять миллиардов имён Бога» (англ. The Nine Billion Names of God, 1967) и «Затерянные миры 2001» (англ. The Lost Worlds of 2001, 1972). Несмотря на первоначальный холодный приём рассказа, он оказал огромное влияние на карьеру и известность Артура Кларка.

## Антология
В сборник «Часовой» (англ. The Sentinel), опубликованный в 1982 году — вошли одноимённый рассказ «Часовой» (англ. The Sentinel), «Ангел-хранитель» (англ. Guardian Angel), «Песни далёкой Земли» (англ. The Songs of Distant Earth) и «Двое в космосе» (англ. Breaking Strain).

## Сюжет
В основу сюжета положено обнаружение артефакта на Луне, оставленного много веков назад древними инопланетянами. Объект сделан из полированного минерала, имеет четырёхгранную форму и окружён сферическим силовым полем. Рассказчик в какой-то момент предполагает, что таинственные пришельцы, оставившие эту структуру на Луне, использовали «технологии, лежащие за пределами нашего понимания и, возможно, парафизические явления».
Рассказчик предполагает, что в течение миллионов лет (о чём свидетельствует скопление пыли вокруг силового поля) артефакт передавал сигналы в глубокий космос, но прекратил передачу, когда через некоторое время был уничтожен «атомным взрывом огромной мощности». Рассказчик выдвигает гипотезу, что «Часовой» был оставлен на Луне в качестве «маяка» для разумных видов, которые могут развиваться на Земле.

## Критика
Алгис Будрайс (англ. Algis Budrys) счёл рассказ «Часовой» занудным, заявив, что «можно создать себе репутацию глубокомысленного человека, повторяя снова и снова, что Вселенная широка, а человек ничтожен… хотя наши приборы показывают, что Вселенная широка, это наши приборы, и мы каким-то образом сумели их построить. Нет никаких доказательств того, что человек ничтожен».

## Адаптация для фильма
Сюжет рассказа был адаптирован и расширен для фильма 1968 года «2001 год: Космическая одиссея», снятом режиссёром Стэнли Кубриком. Кубрик и Кларк изменили и объединили рассказ с другими произведениями Кларка. Артур Кларк выражал недовольство тем, что рассказ «Часовой» обычно называют основой романа и фильма:
Меня постоянно раздражают небрежные ссылки на рассказ «Часовой» как на "рассказ, на котором основан роман и фильм «2001 год: Космическая одиссея»; на самом деле рассказ имеет примерно такое же отношение к фильму, как жёлудь к выросшему дубу (на самом деле, значительно меньшее, потому что в него были включены идеи из нескольких других рассказов). Даже те элементы, которые мы со Стэнли Кубриком действительно использовали, были основательно переработаны. Так, «сверкающая пирамидальная структура… вделанная в скалу как гигантская, многогранная драгоценность» после нескольких модификаций стала знаменитым чёрным монолитом. А местонахождение было перенесено из Mare Crisium в самый впечатляющий из всех лунных кратеров — Тихо — легко видимый невооружённым глазом с Земли в полнолуние.